# Girón
Girón là một khu tự quản thuộc tỉnh Santander, Colombia. Thủ phủ của khu tự quản Girón đóng tại Girón Khu tự quản Girón có diện tích 681 ki lô mét vuông. Đến thời điểm ngày 28 tháng 5 năm 2005, khu tự quản Girón có dân số 79799 người.